# Caroline List
Caroline List (* 1. Juli 1964 in Gainesville, Florida) ist österreichische Richterin und Präsidentin des Landesgerichtes für Strafsachen Graz. Bis 2023 war sie Vorsitzende des Universitätsrats der Grazer Karl-Franzens-Universität.

## Leben
List ist Tochter des Anästhesisten Werner F. List (1933–2022), der zum Zeitpunkt ihrer Geburt in Florida tätig war. Sie studierte von 1982 bis 1987 Rechtswissenschaften an der Universität Graz. Nach der Absolvierung der Gerichtspraxis am Oberlandesgericht Graz wurde sie 1993 zur Richterin am Landesgericht für Strafsachen Graz ernannt. Im Jahr 2003 wurde sie Richterin des Oberlandesgerichts Graz. Seit Juni 2017 ist sie Präsidentin des Landesgerichtes für Strafsachen Graz.
Neben ihrer Tätigkeit als Richterin engagiert sie sich ehrenamtlich im Bereich des Opferschutzes: List gründete im Jahr 2000 den Verein „Interdisziplinäres Forum gegen sexuellen Missbrauch“, war von 2003 bis 2006 stellvertretende Obfrau des Vereins „Hilfe für Eltern und Kinder – Kinderschutzzentrum Graz“ und ist seit 2010 Mitglied der Unabhängigen Opferschutzkommission für minderjährige Opfer von Gewalt und sexuellem Missbrauch durch Angehörige der katholischen Kirche. Sie ist außerdem Mitglied der 2021 gegründeten Unabhängigen Kinderschutz-Kommission (ICC). 2023 folgte ihr Herbert Beiglböck als Vorsitzender des Universitätsrats der Universität Graz nach.

## Fall Pilnacek
Caroline List war mit dem im Oktober 2023 verstorbenen Juristen Christian Pilnacek verheiratet.
Im Jänner 2021 verlangte Pilnacek vom damaligen steirischen Landeshauptmann Hermann Schützenhöfer Unterstützung für die Bewerbung seiner Ehefrau für die Stelle als Präsidentin des Oberlandesgerichts Graz: „Lieber Herr LH, Prosit 2021 und viel Erfolg im Vorsitz der LH-Konferenz; möchte nur informieren, dass Präsident des OLG Graz ausgeschrieben ist; wäre Gelegenheit, das an unsere [sic!] Familie begangene Foul auszugleichen. Bitte um Deine Unterstützung; Caroline wäre eine Wohltat für die Gerichtsbarkeit in der Grünen Mark; herzliche Grüße Christian Pilnacek“.
Beim Tod von Pilnacek geht List von Fremdverschulden als Todesursache aus. Nach Pilnaceks Tod kam es zu einer illegalen Beschlagnahmung von Datenträgern Pilnaceks durch das Landeskriminalamt Niederösterreich, denen keine rechtlich erforderliche staatsanwaltschaftliche Anordnung zu Grunde lag. Die beschlagnahmten Gegenstände wurden List ausgehändigt, obgleich beschlagnahmte Gegenstände ausschließlich der Staatsanwaltschaft ausgehändigt werden dürfen. Pilnacek soll zeitlebens stets einen USB-Stick mit sich geführt haben, auf dem sich politisch brisantes Material befunden haben soll. Dieser war jedoch nicht Bestandteil der Beschlagnahmung, weil er nicht gefunden wurde. Im Zuge einer Einvernahme als Zeugin bei der WKStA wurde List gebeten das Smartphone von Pilnacek mitzubringen. Diese antwortete, dass sie es mit einem Bunsenbrenner zerstört hätte und die Reste im Müll entsorgt habe.

## Schriften (Auswahl)
- Reformüberlegungen zum Rechtsmittelverfahren aus der Sicht einer Richterin des Oberlandesgerichts. In: Die Reform des Haupt- und Rechtsmittelverfahrens, Bundesministerium für Justiz, Wien; Graz 2011
- Ziele, Arbeit und Wirkung der Kommission. In: Missbrauch und Gewalt, Waltraud Klasnic, Graz 2013[20]
- Der Schutz der Freiheit und sexuellen Selbstbestimmung durch das StGB. In: StGB 2015 und Maßnahmenvollzug, Bundesministerium für Justiz, Wien; Graz 2015